# Oedicladium involutaceum
Oedicladium involutaceum là một loài Rêu trong họ Myuriaceae. Loài này được Mitt. mô tả khoa học đầu tiên năm 1868.